# Erstes Fremdsprachengymnasium Warna
Das Erste Fremdsprachengymnasium von Warna ist ein Gymnasium in Warna in Bulgarien. Laut einer Statistik aller Schulen in Bulgarien ist es das sechstbeste Gymnasium im Land.

## Geschichte
Das Gymnasium wurde im Jahre 1964 gegründet. Auf Anfragen von Eltern und der Bildungsabteilung entstand eine spezialisierte Schule für die Fremdsprachen Deutsch und Englisch. Der Ministerrat genehmigte die Verwirklichung des Projektes. Anfangs gab es Unterricht in Deutsch, Englisch und Russisch in Klassen mit jeweils 20 Schülern. Obligatorisch für die Englisch oder Deutsch lernenden Schüler war Russisch. Die Aufnahme in das Gymnasium setzte damals eine Aufnahmeprüfung in Mathematik und Literatur voraus. 98 % der ersten Absolventen mit dem Abitur wurden außerhalb Bulgariens an Colleges und Universitäten angenommen.
Bis zum Jahre 1972 befand sich das Gymnasium im Gebäude der Jungfrauenschule. 1972 wechselte es schließlich in das noch heute bezogene Gebäude in der Nähe eines Kriegsdenkmales. Seitdem werden jährlich 4 Klassen in der englischen und 4 Klassen in der deutschen Richtung aufgenommen. Russisch als erste Wahl-Fremdsprache fiel weg.

## Ausbildung
Die Ausbildungsdauer im Fremdsprachengymnasium beträgt 5 Jahre. Um aufgenommen und unterrichtet zu werden, muss jeder Schüler eine Prüfung in Bulgarisch, Mathematik und Literatur bestehen. 50 % der Plätze werden an Mädchen, 50 % an die Jungen vergeben. Aufgenommen werden 88 Schüler, die in 4 Klassen zu jeweils 22 Schüler der jeweiligen Fremdsprache zugeteilt werden. Die Schüler streben auf einige Diplome hin, welche international anerkannt und geachtet werden. Mit ihnen wird fast jeder Absolvent im Ausland an Universitäten angenommen. Die Schüler, die Deutsch lernen, können durch sogenannte Leistungsklassen das Deutsche Sprachdiplom der Stufe 2 machen. Bei der dort üblichen 5-Tage-Woche wird Deutsch in diesen Klassen mindestens 8 Stunden pro Woche unterrichtet. Mit diesem Diplom haben sämtliche Schüler die Chance, in deutschsprachigen Länder zu studieren und zu arbeiten.

## Allgemeines
Im Ersten Fremdsprachengymnasium von Warna sind 59 Lehrer aus Bulgarien sowie 4 ausländische Lehrer aus den USA und aus Deutschland tätig. Die Schule besuchen ungefähr 820 Jugendliche im Alter von 14 bis 19 Jahren.
International beteiligt sich Bulgarien und dadurch das Gymnasium an verschiedenen Austauschprojekten. Das Fremdsprachengymnasium pflegt Kontakte mit dem Comenius-Projekt, an dem auch Spanien, Polen, Deutschland und Österreich teilnehmen. Ebenfalls beteiligt sich das Fremdsprachengymnasium an diversen internen Projekten mit Partnerschulen. Jährlich findet ein Austausch des Gymnasiums von Warna mit dem BG/BRG Klosterneuburg statt, welches eine Höhere Lehranstalt in Österreich ist. Dieser Austausch hat eine lange Tradition zwischen den beiden Ländern. Des Weiteren gibt es seit einigen Jahren einen Austausch mit dem Herbartgymnasium in Oldenburg/Deutschland.
Es gibt drei Informatikräume, einen Sportplatz, eine große Turnhalle und eine große Aula, in der regelmäßig diverse Veranstaltungen wie Konzerte stattfinden. Die Schule erstreckt sich über 4 Stockwerke, in welchen es viele kleine Klassenräume gibt. Weiters besitzt das Gymnasium einen Musikraum, welcher mit einem Klavier ausgestattet ist. Zusätzlich gibt es einen roten Salon, in welchem Filme angesehen und gezeigt werden. Für einzelne Fächer gibt es spezielle Klassenräume und Sammlungen wie den Chemie-, den Physik- oder den Biologiesaal. Mit dem Literaturraum entstand in letzter Zeit ein weiterer neuer Raum. In den Pausen können sich die Schüler im Kellergeschoss in der Kantine Getränke und Essen kaufen. Die Pausen dauern zwischen zehn und zwanzig Minuten.